# Ньярлатхотеп (оповідання)
Ньярлатхотеп (англ. Nyarlathotep) — оповідання Говарда Лавкрафта, написане та опубліковане в листопаді 1920 року в журналі «Beyond the Wall of Sleep».

## Сюжет
Історія написана від першої особи і починається з опису дивного і незрозумілого передчуття, яке відчуває людство в цілому в очікуванні великого невідомого зла.
Далі розповідається про появу в Єгипті Ньярлатхотепа, «давнього тубільного роду», схожого на фараона, який стверджує, що «піднявся з темряви двадцяти семи століть» і отримує послання з інших світів. Прибувши на Захід, він виявляється глибоко обізнаним у науках, конструює дивовижні і незбагненні пристрої і здобуває велику славу, подорожуючи від міста до міста, демонструючи свої винаходи і здібності. Куди б не з'являвся Ньярлатхотеп, його мешканців мучать яскраві кошмари.
Історія описує прибуття Ньярлатхотепа до міста оповідача, а також присутність оповідача на одній з демонстрацій Ньярлатхотепа, де він демонстративно відкидає демонстрації влади Ньярлатхотепа, вважаючи їх просто витівками. Ньярлатхотеп виганяє групу спостерігачів із зали, і вони істерично запевняють один одного, що вони не бояться, і що місто навколо них незмінне і живе, навіть коли електричне вуличне освітлення починає виходити з ладу. Усі впадають у стан трансу і блукають, розбиваючись щонайменше на три колони: перша з них зникає за рогом, звідки потім лунає стогін; друга спускається на станцію метро зі звуками божевільного сміху; третя група, до якої входить оповідач, вирушає з міста за місто в напрямку до села. Група оповідача пробирається крізь несезонні сніги до темної розколини, і оповідач заходить туди останнім.
Історія закінчується описом низки жахливих, сюрреалістичних візій, пережитих оповідачем, в яких хаос і божевілля пронизують стародавній, вмираючий всесвіт, яким правлять бездумні, нелюдські боги, чиїм посланцем і «душею» є Ньярлатхотеп.

## Навіювання
Ще в дитинстві Лавкрафт неодноразово бачив сон про фокусника, який давав дивовижні вистави в Новій Англії. Одного разу Лавкрафту наснився сон, в якому він отримав лист від свого друга, Сема Лавмена, де той радив йому не пропустити дивовижну виставу Ньярлатхотепа, який нібито приїхав до рідного міста Лавкрафта — Провіденс. Саме цей сон і ліг в основу оповідання.

## Інтерпретації
На думку Вілла Мюррея, заголовний персонаж «Ньярлатхотеп» — алегорія винахідника Нікола Тесли, який поставив на початку XX століття чимало дивних публічних експериментів з електрикою. У. Тоупонс запропонував марксистську інтерпретацію оповідання: Лавкрафт зображає відчуття шоку, гротеску, пов'язаного з деформацією, «відстороненням» і руйнуванням світу, який розривається жахливими силами. Ньярлатхотеп служить «голосом» безликих і злісних божеств, які керують примарним капіталістичним світом. У 2001 році за оповіданням було знято короткометражний фільм, режисером якого став Християн Мацке (Christian Matzke).